# Ulaan Taiga
Ulaan Taiga (tiếng Mông Cổ: Улаан Тайга, taiga đỏ) là một dãy núi ở tây bắc tỉnh Khövsgöl, Mông Cổ, giữa thung lũng Darkhad và biên giới Mông Cổ - Tuva, Nga. Dãy núi bao phủ các phần của sum Ulaan-Uul, Tsagaanuur và Bayanzürkh. Những đỉnh núi đáng chú ý bao gồm đỉnh Lam Taiga (2619 m) và đỉnh Belchir (3351). Sông Shishged và sông Delgermörön có nguồn của chúng ở khu vực này. Một phần của khu vực dọc biên giới với Tuva đã được bảo vệ tự nhiên.